# Herzogliches Lehrer-Seminar zu Braunschweig
Das Herzogliche Lehrer-Seminar zu Braunschweig war ein 1751 oder 1860 von der Stadt Braunschweig gegründetes Lehrerseminar zur Ausbildung von Schullehrern.

## Geschichte
Die ursprünglich Schulpräparanden- und Aspiranten-Anstalt genannte städtische Bildungseinrichtung wurde anfangs im Haus Hintern Brüdern 32 betrieben. Nach der Übernahme durch die Landesregierung des Herzogtums Braunschweig wurde die Anstalt am 27. April 1877 neu eröffnet und 1879 in die Leopoldstraße 23 verlegt. Im ehemaligen Schulhaus Hintern Brüdern 32 wurde ab dem 1. Januar 1880 eine Volksküche betrieben.
Anfang der 1880er Jahre hatte das Lehrer-Seminar 42 Schüler; je zur Hälfte Präparanden und Aspiranden.
Die Schule ging später in die Staatliche Lehrerbildungsanstalt über, die mit der Deutschen Oberschule kooperierte, und fand schließlich im Braunschweiger Lessinggymnasium ihre bisher letzte Nachfolgerin.

## Bekannte Seminarleiter
- Emil Schomburg (1871–1928), lutherischer Geistlicher und Politiker, Seminarleiter des Lehrerseminars von 1894 bis 1901

## Bekannte Absolventen
- Wilhelm Börker (1869–1953), Lehrer, Schriftsteller, Publizist, Heimatforscher, Theaterleiter der von ihm gegründeten „Niederdeutschen Volksbühne Braunschweig“
- Hans Hedermann (1897–1978 in Goslar), Politiker
- Wilhelm Hesse (1901–1968), Lehrer, NSDAP- und SS-Mitglied, von 1933 bis 1945 Oberbürgermeister der Stadt Braunschweig
- Helmut Meier (1897–1973), Lehrer und Germanist
- Otto Philipps (1869–1932), Maler, Kunstlehrer und Kunstkritiker
- Kuno Rieke (1897–1945), Politiker, Präsident des Braunschweigischen Landtages  von 1930 bis 1933
- Heinrich Rodenstein (1902–1980), Pädagoge und Hochschullehrer, Rektor der Pädagogischen Hochschule Braunschweig, Mitbegründer der Gewerkschaft Erziehung und Wissenschaft (GEW)
- Heinrich Rönneburg (1887–1949), Pädagoge, Ministerialbeamter und Politiker
- Gustav Rüggeberg (1894–1961), Maler, Grafiker, Illustrator und Hochschullehrer
- Wilhelm Sandfuchs (1891–1969), Lehrer und niederdeutscher Schriftsteller
- Heinrich Schrader (1844–1911), Organist, Musikdirektor, Chorleiter und Musikpädagoge
- Walter Schulze (1903–1980), Lehrer und Erwachsenenbildner
- Hans Sievers (1893–1965), Pädagoge und Politiker, von 1927 bis 1930 braunschweigischer Justiz- und Volksbildungsminister
- Albert Trapp (1890–1966), Pädagoge, Hochschullehrer, Schriftsteller und Historiograf
- Richard Voigt (1895–1970), Politiker